# Winter X Games XXVIII
Winter X Games XXVIII (X Games Aspen 2024) blev afholdt fra d. 26. januar til d. 29. januar 2024 i Aspen, Colorado, USA.

## Medaljeoversigt

### Ski

#### Mænd
|              | Guld            | Guld            | Sølv           | Sølv           | Bronze        | Bronze        |
| ------------ | --------------- | --------------- | -------------- | -------------- | ------------- | ------------- |
| Big Air      | Troy Podmilsak  | 86              | Alex Hall      | 85             | Daniel Bacher | 70            |
| Slopestyle   | Birk Ruud       | 96.33           | Alex Hall      | 96.00          | Mac Forehand  | 95.33         |
| SuperPipe    | Alex Ferreira   | 95.33           | Nico Porteous  | 92.66          | Hunter Hess   | 92.00         |
| Knuckle Huck | Colby Stevenson | Colby Stevenson | Henrik Harlaut | Henrik Harlaut | Jesper Tjäder | Jesper Tjäder |

#### Kvinder
|              | Guld           | Guld           | Sølv               | Sølv         | Bronze        | Bronze        |
| ------------ | -------------- | -------------- | ------------------ | ------------ | ------------- | ------------- |
| Big Air      | Tess Ledeux    | 90             | Anastasia Tatalina | 80.00        | Rell Harwood  | 75.00         |
| Slopestyle   | Tess Ledeux    | 95.33          | Mathilde Gremaud   | 92.33        | Giulia Tanno  | 88.00         |
| SuperPipe    | Eileen Gu      | 94.66          | Zoe Atkin          | 90.66        | Amy Fraser    | 90.00         |
| Knuckle Huck | Olivia Asselin | Olivia Asselin | Rell Harwood       | Rell Harwood | Sarah Höfflin | Sarah Höfflin |

#### Game of SLVSH*
|        | Vinder         |
| ------ | -------------- |
| Game 1 | Ferdinand Dahl |
| Game 2 | Olivia Asselin |
| Game 3 | Jesper Tjäder  |
| Game 4 | Rell Harwood   |

### Snowboard

#### Mænd
|              | Guld           | Guld          | Sølv             | Sølv       | Bronze        | Bronze       |
| ------------ | -------------- | ------------- | ---------------- | ---------- | ------------- | ------------ |
| Big Air      | Taiga Hasegawa | 94            | Hiroaki Kunitake | 83         | Mons Røisland | 82           |
| Slopestyle   | Red Gerard     | 96.33         | Mark McMorris    | 95.33      | Mons Røisland | 92.66        |
| SuperPipe    | Scotty James   | 93.00         | Ruka Hirano      | 87.00      | Kaishu Hirano | 86.33        |
| Knuckle Huck | Liam Brearley  | Liam Brearley | Zeb Powell       | Zeb Powell | Darcy Sharpe  | Darcy Sharpe |

#### Kvinder
|              | Guld          | Guld          | Sølv           | Sølv          | Bronze         | Bronze    |
| ------------ | ------------- | ------------- | -------------- | ------------- | -------------- | --------- |
| Big Air      | Kokomo Murase | 94            | Reira Iwabuchi | 75            | Anna Gasser    | 71        |
| Slopestyle   | Mia Brookes   | 97.66         | Kokomo Murase  | 94.33         | Reira Iwabuchi | 92.00     |
| SuperPipe    | Chloe Kim     | 96.33         | Mitsuki Ono    | 87.00         | Cai Xuetong    | 83.66     |
| Knuckle Huck | Kokomo Murase | Kokomo Murase | Annika Morgan  | Annika Morgan | Egan Wint      | Egan Wint |

#### Street Style*
|         | Vinder       |
| ------- | ------------ |
| Mænd    | Pat Fava     |
| Kvinder | Grace Warner |

*Vinderne af disse konkurrencer, vandt ikke en X Games-medalje, men i stedet et guldur.